# 절대적 무한
절대적 무한(Absolute Infinite, 기호: Ω)은 초한수 중에서 가장 크고, 그보다 큰 수는 존재하지 않는 무한수를 가리킨다. 절대적 무한을 가리켜 "오메가"라고도 한다. 게오르그 칸토어가 정의한 개념이다.

## 개요
초한수 수열은 {\displaystyle \aleph _{0},\aleph _{2},\aleph _{3},...}와 같이 무한히 계속될 수 있다. 또 {\displaystyle \aleph _{\aleph _{0}},\aleph _{\aleph _{1}}...} 등의 초-초한수들도 정의할 수 있고, 이러한 과정을 무한히 반복하면 절대적 무한에 다다를 수 있다.

## 같이 보기
- 단자론